# Hörnefors
Hörnefors is een plaats in de gemeente Umeå in de landschap Västerbotten en de provincie Västerbottens län in Zweden. De plaats heeft 2573 inwoners (2005) en een oppervlakte van 274 hectare. De plaats ligt aan de Botnische Golf er is een kleine haven te vinden, deze haven ligt op een in de Botnische Golf uitstekend schiereiland. Door de plaats loopt de Europese weg 4 en de stad Umeå ligt ongeveer 30 kilometer ten noorden van Hörnefors.

## Geboren
- Bertil Nordahl (1917-1998), voetballer
- Knut Nordahl (1920-1984), voetballer
- Gunnar Nordahl (1921-1995), voetballer
- Anita Gradin (1933-2022), politica